# Záhoří (Pnětluky)
Záhoří je zaniklá vesnice asi dva kilometry jihozápadně od Pnětluk. Její polohou prochází silnice spojující Kounov a Domoušice. Pozůstatky vsi se rozkládají v lesním porostu.

## Název
Název Záhoří nese v Čechách mnoho sídel. Označuje místo, ležící za kopcem nebo horou. V tomto případě se zřejmě vztahuje buď k nedalekému Pískovému vrchu (526 m n. m.), nebo, což je pravděpodobnější, k dlouhému hřebenu s hradištěm Na Rovinách, pod nímž se vesnice rozkládala.

## Historie

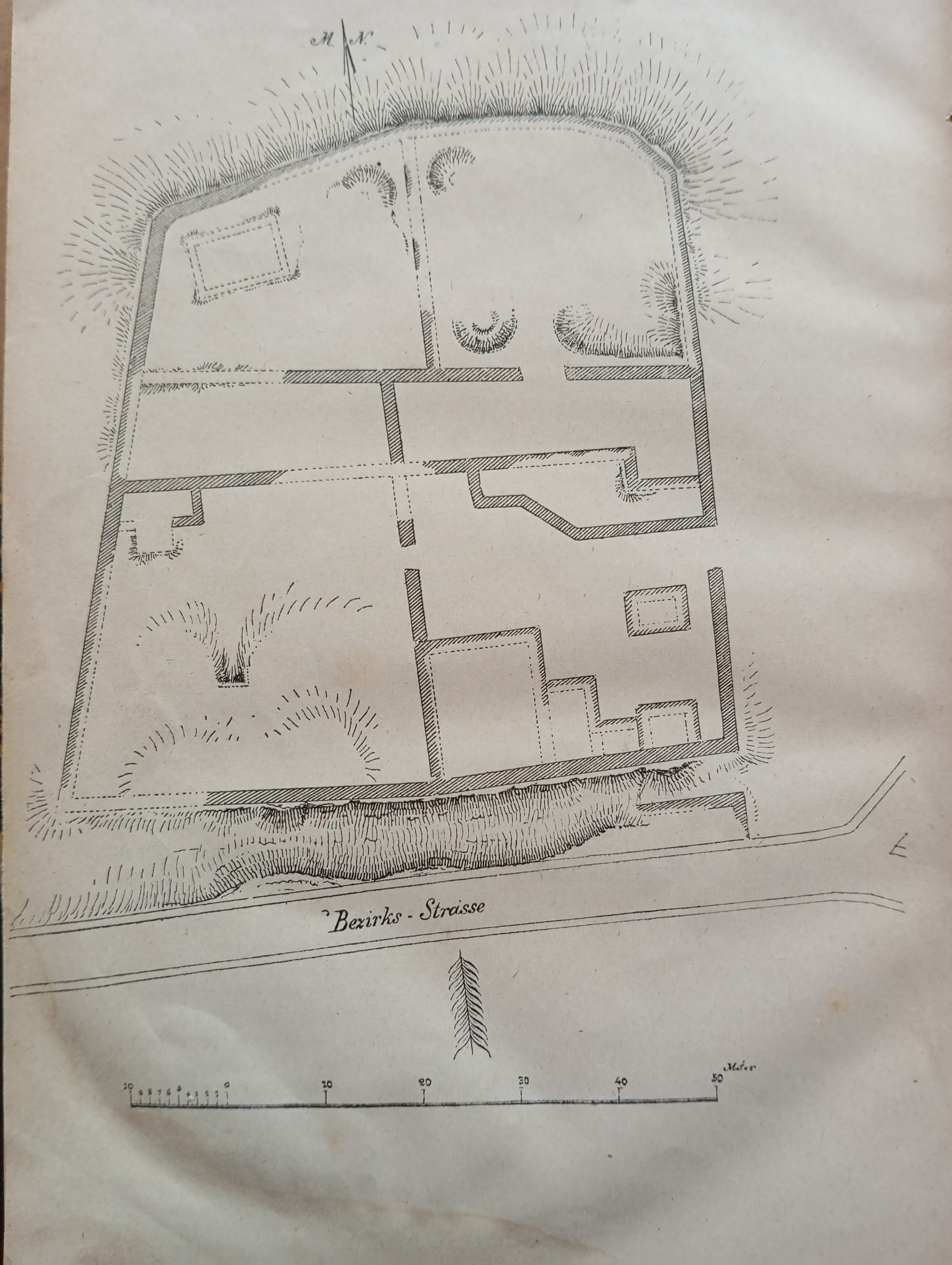
Veselého náčrt zbytků Záhoří z roku 1893

Terénní nerovnosti a zbytky zdiva zaujaly regionální historiky už v 19. století. První byl schwarzenberský archivář Johann Veselý. Ten označil zbytky zdiva rozkládající se po obou stranách silnice na Kounov za Staré Netluky. Viděl v nich zbytky kostela a tvrze původní vesnice Pnětluky, která měla vzniknout dříve než stávající Pnětluky. Svůj výklad doplnil podrobným náčrtkem dochovaného zdiva. Veselý uvedl v omyl řadu dalších autorů. Učitel František Brod tvrdil, že na Starých Netlukách sídlil šlechtic Zvěst, písemně doložený v roce 1250. Od Veselého převzal názor také August Sedláček, aniž místo navštívil. Použil Veselého náčrt, z kterého vyvodil, že šlo o hrad zřejmě z 13. století. Z Veselého a Sedláčka vycházel lounský archivář Bořivoj Lůžek, autor hesla Staré Netluky v kompendiu o českých hradech, zámcích a tvrzích, které vycházelo v 80. letech 20. století. Místo považoval za polohu hradu ze 13. století. Zbytky zdí, které ještě viděl Veselý, podle něj rozbořili a odvezli obyvatelé Pnětluk a použili je na stavbu svých objektů.
Žádný z badatelů po Veselém si ale nepovšiml textu slavětínského faráře Františka Štědrého v jeho monografii o hradě Pravda a okolí. Štědrý nalezl v deskách dvorských zápis, týkající se vesnice Záhoří u Pnětluk. Dne 20. prosince 1393 se zde konstatuje, že ve vsi Záhoří u Pnětluk (in villa Zahorzie penes Pnyetluk) zemřel Štěpán řečený Budek. Jménem sirotků Štěpána a Magdaleny se o majetek po Štěpánovi přihlásil jejich poručník František ze Kbel, měšťan Starého města pražského. Jak vyplývá z vůbec nejstarší zmínky o Záhoří z roku 1391, zemřel Štěpán již nejpozději v tomto roce. V Záhoří vlastnil poplužní dvůr a pole. Poslední zmínka o Záhoří v písemných pramenech pochází z roku 1414. Tehdy prodali majitelé Tuchořic Jitka a její syn Jan svůj majetek, do kterého patřilo i Záhoří, jakémusi Janovi. Součástí prodeje Záhoří  byla pole, louky, lesy, potok, zahrady a chmelnice. Záhoří tedy prokazatelně existovalo nejpozději v poslední třetině 14. století. Mohlo se jednat o královský manský statek, který nějakým způsobem získal Štěpán Budka; majitelů Záhoří ale mohlo být i víc.
V letech 2023–2024 proběhl na lokalitě nedestruktivní, geodeticko-topografický výzkum, který provedli technik Jiří Šály, archeolog Vojtěch Peksa a student archeologie Václav Šlik. Přinesl nález 69 antropogenních povrchových tvarů. V jejich rámci se podařilo identifikovat osm usedlostí, rozložených podél obdélníkové návsi. Dále byla určen prostor dvou až tří vodních nádrží a úvozová cesta. Půdorys vesnice byl blízký nedalekým Mutějovicím. Potvrdila se tak hypotéza ředitele Oblastního muzea v Lounech Bedřicha Štaubera. Ten zde v roce 1989 prováděl terénní průzkum a došel k názoru, že se nejednalo o hrad, nýbrž o zaniklou vesnici.